# Sigh No More (album av Mumford & Sons)
Sigh No More är det Londonbaserade indiefolkbandet Mumford & Sons debutalbum. Det släpptes i Storbritannien den 2 oktober 2009, och den 16 februari 2010 i USA och Kanada. På UK Albums Chart gick albumet in på plats 11 den 11 oktober, och nådde som högst en andraplats den 20 februari 2011, under dess sjuttioandra vecka på listan, efter att det hade vunnit kategorin "Årets album" vid 2011 års BRIT Awards. Tidigt 2011 nådde det även en andraplats på Billboard 200 i USA. Titeln är tagen från en rad i Shakespeares Mycket väsen för ingenting, från vilken pjäs även flera andra rader framkommer i titelspårets text.